# Bronquite
Bronquite é a inflamação dos brônquios, as vias aéreas de grande e médio calibre nos pulmões. Os sintomas mais comuns são tosse com escarro, respiração sibilantes, falta de ar e desconforto no peito. Existem dois tipos de bronquite: aguda e crónica.
A bronquite aguda geralmente manifesta-se por tosse com a duração de cerca de três semanas. Mais de 90% dos casos são causados por uma infeção viral. Os vírus podem ser transmitidos por via aérea, ao tossir, ou por contacto direto com o vírus. Entre os fatores de risco estão a exposição do fumo do tabaco, poeiras e outros tipos de poluição do ar. Uma minoria de casos é causada por poluição do ar ou bactérias como a Mycoplasma pneumoniae ou Bordetella pertussis. O tratamento de bronquite aguda geralmente consiste em repouso e medicamentos para alívio dos sintomas e febre, como paracetamol e anti-inflamatórios não esteroides.
A bronquite crónica define-se por tosse produtiva com duração superior a três  ou mais meses por ano e durante pelo menos dois anos. A maior parte das pessoas com bronquite crónica tem doença pulmonar obstrutiva crónica (DPOC). A causa mais comum é o tabagismo. Fatores de risco como a poluição do ar e fetores genéticos têm também influência, ainda que em menor escala. O tratamento consiste em deixar de fumar, vacinação, reabilitação pulmonar e em muitos casos broncodilatadores de inalação oral. Algumas pessoas podem necessitar de oxigenoterapia ou transplante de pulmão.
A bronquite aguda é uma das doenças mais comuns em todo o mundo. Em cada ano, cerca de 5% dos adultos e 6% das crianças apresentam pelo menos um episódio da doença. Em 2010, a DPOC afetava cerca de 329 milhões de pessoas, ou cerca de 5% da população mundial. Em 2013, foi a causa de 2,9 milhões de mortes, um aumento em relação aos 2,4 milhões em 1990.

## Bronquite aguda

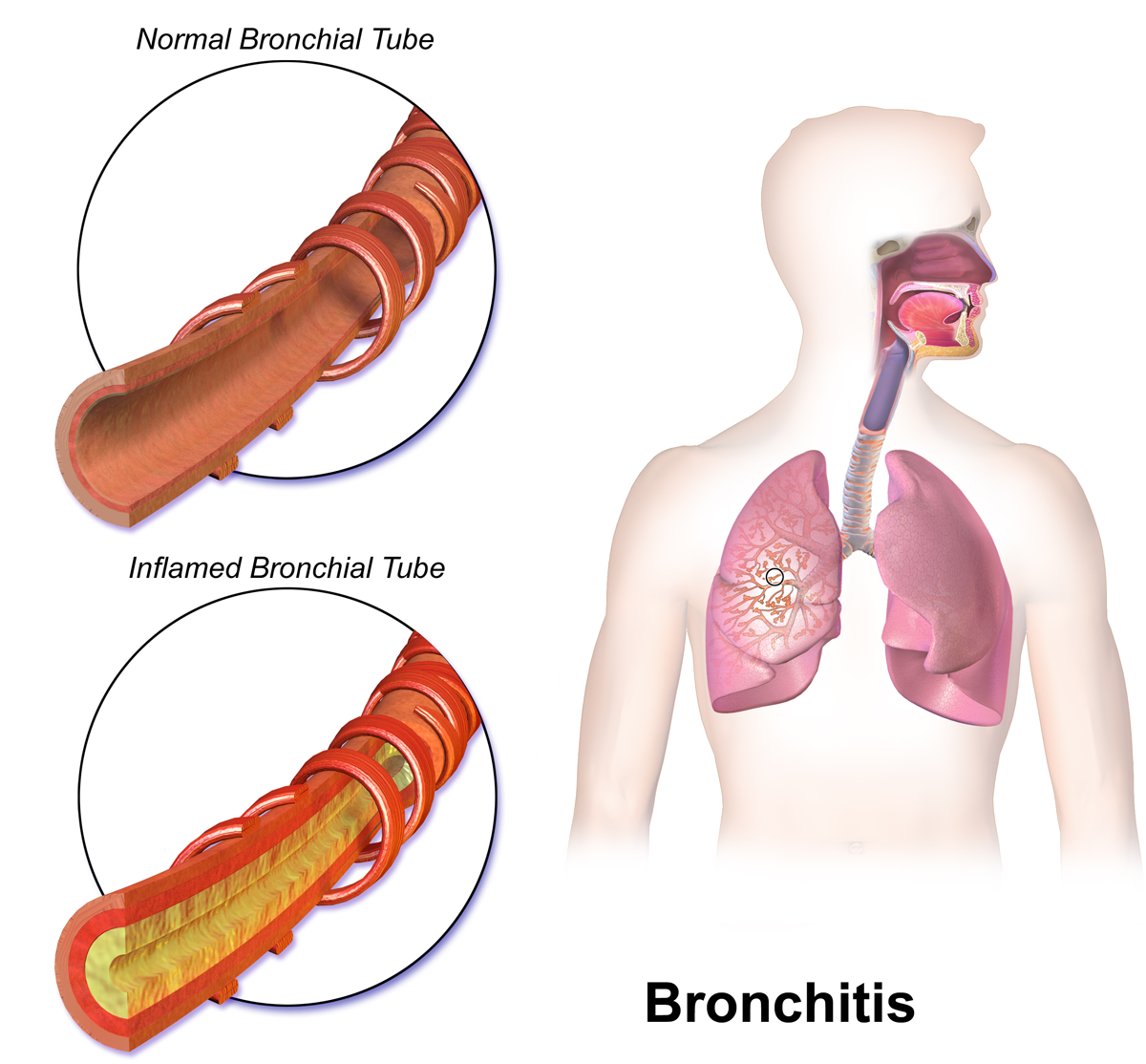
A diferença entre Bronquite normal e a Bronquite aguda

Bronquite aguda é frequentemente causada por vírus que infectam o epitélio dos brônquios, resultando em inflamação e aumento da secreção de muco. Tosse, um sintoma comum de bronquite aguda, desenvolve-se em uma tentativa de expulsar o excesso de muco dos pulmões. Outros sintomas comuns incluem dor de garganta, corrimento e congestão nasal (coriza), baixo grau de febre, pleurisia, mal-estar, e a produção de catarro.
Ela geralmente se desenvolve durante o curso de uma infecção respiratória, como a gripe comum. Cerca de 90% dos casos de bronquite aguda é causada por vírus, incluindo o rinovírus, adenovírus e influenza. Bactérias, incluindo Mycoplasma pneumoniae, Chlamydophila pneumoniae e Bordetella pertussis, representam cerca de 10% dos casos.
Em casos raros, a bactéria "Bordetella pertussis" que causa a coqueluche também pode causar bronquite aguda.
O Tratamento para bronquite aguda é principalmente sintomático. Anti-inflamatórios podem ser usados para tratar a febre e dor de garganta. Descongestionantes podem ser úteis em pacientes com congestão nasal, e expectorantes pode ser utilizado para soltar muco e catarro. Mesmo sem tratamento, a maioria dos casos de bronquite aguda resolve rapidamente.
Apenas cerca de 5-10% dos casos de bronquite são causadas por uma infecção bacteriana. A maioria dos casos de bronquite são causadas por uma infecção viral e são limitadas e se resolvem em poucas semanas. Como a maioria dos casos de bronquite aguda é causada por vírus, os antibióticos não devem ser usados, uma vez que são eficazes apenas contra as bactérias. Uso de antibióticos em pacientes sem infecções bacterianas promove o desenvolvimento de bactérias resistentes aos antibióticos , o que pode levar a uma maior morbidade e mortalidade . No entanto, mesmo em casos de bronquite viral, os antibióticos podem ser indicados em alguns pacientes, a fim de prevenir a ocorrência de infecções bacterianas secundárias.

## Bronquite crônica
Bronquite crônica, um tipo de doença pulmonar obstrutiva crônica, é definida por uma tosse produtiva de pelo menos três meses de duração por ano (não necessariamente consecutivos) por 2 anos ou mais. Outros sintomas podem incluir chiado e falta de ar, especialmente durante exercícios físicos. A tosse é muitas vezes pior logo depois de acordar, e o catarro produzido pode ter uma cor amarela ou verde, podendo apresentar estrias de sangue.
A bronquite crônica é causada por uma lesão recorrente ou irritação do epitélio respiratório dos brônquios , resultando em crônica a inflamação , edema (inchaço), e aumento da produção de muco pelas células caliciformes. O fluxo de ar para dentro e para fora dos pulmões é parcialmente bloqueada devido do muco inchaço e extra nos brônquios ou devido a reversível broncoespasmo.
Maioria dos casos de bronquite crônica são causados por fumar cigarros ou outras formas de tabaco. Inalação crônica de vapores irritantes ou poeira de exposição ocupacional ou a poluição do ar também pode ser causador. Cerca de 5% da população tem bronquite crônica, e é duas vezes mais comum em mulheres que em homens.
A bronquite crônica é tratada com os sintomas. Inflamação e edema do epitélio respiratório pode ser reduzida com inalado corticosteróides . Chiado e falta de ar pode ser tratada através da redução broncoespasmo (estreitamento reversível dos brônquios de menor devido à constrição do músculo liso ) com broncodilatadores inalatórios, como β-adrenérgicos agonistas (por exemplo, salbutamol ) e inalados anticolinérgicos (por exemplo, brometo de ipratrópio ). Hipoxemia também pouco oxigênio no sangue, pode ser tratada com oxigênio suplementar. No entanto, a suplementação de oxigênio pode resultar em diminuição do impulso respiratório, levando a níveis sanguíneos aumentados de dióxido de carbono e subseqüente acidose respiratória .
O método mais eficaz de prevenir bronquite crônica e outras formas de DPOC é evitar fumar cigarros e outras formas de tabaco.

## Sinais e sintomas de bronquite
- Tosse;
- Expectoração;
- Falta de ar;
- Sibilância;
- Cianose;
- Inchaço nas extremidades do corpo graças à piora do trabalho cardíaco;
- Febre quando a bronquite crônica estiver associada à uma infecção respiratória;
- Cansaço;
- Falta de apetite;
- Catarro mucóide (na maioria das vezes muco claro ou branco, purulento se tiver alguma infecção).

## Diagnóstico
Examinando o doente, o médico pode notar roncos e outras alterações na auscultação do tórax com o estetoscópio. A história clínica irá definir se o caso é agudo ou crônico.
O médico poderá também solicitar exames complementares, tais como:
- Radiografia do tórax para concluir se a doença se agravou para pneumonia.
- Exame do escarro para a identificação do germe envolvido.
- Análise do sangue poderão identificar que sinalizem infecção viral ou bacteriana.
- Espirometria, que mede a capacidade e função pulmonar.[21]

## Fisiopatologia
Com a presença de partículas ou gases nocivos acontece uma inflamação crônica que aumenta a produção de muco, que fica acumulado nos brônquios e o corpo não consegue eliminá-lo. As inflamações são recorrentes.

## Tratamento
Para começar o tratamento, é importante eliminar o cigarro (caso o doente seja tabagista), e repousar para evitar respirar em ambientes de gás tóxico e poluição. Para quem já tem a doença há um tempo considerável, deixar o fumo não vai fazer com que a doença regrida, mas desacelerará o seu avanço.
Agentes Mucolíticos e Fluidificantes diminuem a viscosidade do catarro e assim evitam que com a secagem da secreção forme obstruções nos brônquios. Com a diminuição da viscosidade da secreção, as vias respiratórias ficam menos congestionadas, e assim há uma melhora significante da respiração.
Exercícios da terapia de reabilitação fazem com que o paciente seja capaz de utilizar a sua energia melhor ou de uma forma em que haja menor gasto de oxigênio.
A oxigenoterapia (uso de oxigênio em casa), quando necessária, também pode melhorar os sintomas, além de aumentar a expectativa de vida.
Corticóides (medicamentos utilizados para controlar a inflamação crônica dos brônquios) minimizam os sintomas.
Além disso, antibióticos ajudam muito nos casos de exacerbação da doença, quando resultam de uma infecção bacteriana nos brônquios.

### Broncodilatadores
Os broncodilatadores melhoram o fluxo de ar nesta doença, aliviando a falta de ar e a sibilância. Podem ser utilizados através de nebulizações, nebulímetros (semelhantes à "bombinha" da Asma), cápsulas de inalar, comprimidos, xaropes, etc. O meio mais prático é o uso dos nebulímetros pois estes podem ser utilizados tanto em casa quanto fora, além de apresentarem menor freqüência de efeitos indesejáveis.

## Prevenção
Na bronquite crônica, é importante a vacinação anual contra o vírus causador da gripe, uma vez que esta pode piorar a doença. Com este mesmo objetivo, é indicado também o uso da vacina contra o pneumococo, que é a principal bactéria causadora de infecções respiratórias, entre elas a pneumonia, e é claro, a própria bronquite crônica. A vacinação deve ser feita uma única vez e, em casos específicos, pode ser repetida depois de cinco anos.

### Tabaco
Uma das principais medidas preventivas a serem tomadas é não fumar. O médico pode oferecer ao seu paciente auxílio neste sentido, podendo indicar medicações auxiliares. A reposição de nicotina por gomas, adesivos ou outros recursos podem ser utilizados.
Também pode ser indicado o uso de bupropiona, um medicamento que tem o efeito de diminuir os sintomas de abstinência ao fumo.